# Daco-thrace
Le daco-thrace est un sous-groupe de langues éteintes relevant de la branche satem du groupe thraco-illyrien des langues indo-européennes.

## Classification interne
- - géto-dace
    - dace
    - gète
    - mésien

  - thrace
    - thrace d'Europe : besse, odrysse, édone, satre, bisalte, odomante
    - thrace d’Asie : thynien, bithynien

Certains auteurs comme Georgiev et Russu rattacherait l'albanais au groupe daco-thrace des langues.